# Хользунов, Виктор Степанович
Ви́ктор Степа́нович Хользуно́в (31 января 1905, Царицын — 28 июля 1939) — советский лётчик-бомбардировщик. Командир эскадрильи бомбардировщиков в войсках республиканской Испании, комдив (1939), Герой Советского Союза (1937).

## Биография
Родился 31 января 1905 в Царицыне в семье рабочего Степана Гавриловича Хользунова, русский.

### Начальная биография
Окончив трёхклассное приходское училище в 1917 году, работал маслёнщиком на лесопильном заводе.
В 1918 году вместе с отцом ушёл на фронт Гражданской войны и в 1919 году участвовал в обороне родного города от белогвардейцев.
В 1919–1922 годах в Красной армии.
С 1922 года работал на лесопильном заводе. Затем был секретарём волостного комитета комсомола в станице Глазуновской.

### Служба в Красной Армии
В 1925 году вновь поступил на службу в Красную Армию, став курсантом Ленинградской военно-теоретической школы лётчиков. В том же году окончил её.
После успешного окончания авиашколы, с 1925 года, работал инструктором в школе лётчиков, затем был командиром авиазвена, авиаотряда, эскадрильи, помощником начальника отдела боевой подготовки ВВС Забайкальской группы войск Особой Краснознамённой Дальневосточной армии.
В совершенстве овладел мастерством меткого бомбометания и противозенитного манёвра, командовал первым соединением дальнебомбардировочной авиации.
В 1928 году окончил Борисоглебскую военную школу лётчиков, по окончании был оставлен лётчиком-инструктором в этой же авиашколе. Позже был назначен командиром авиаотряда 7-й Сталинградской военной школы пилотов. В 1933 году окончил Курсы усовершенствования начальствующего состава при Военно-воздушной академии имени Жуковского. В 1936 году окончил Высшую лётно-тактическую школу в Липецке.

### Участие в Гражданской войне в Испании
Участвовал в гражданской войне в Испании в 1936–1937 годах. Командовал эскадрильей бомбардировщиков.
До прибытия советских бомбардировщиков СБ, ВВС республиканцев располагали лишь несколькими французскими лёгкими бомбардировщиками «Breguet Br.19» и двухмоторными тяжёлыми бомбардировщиками «Potez 54». Хользунов возглавил звено «Бреге» в составе 1-й интернациональной бомбардировочной эскадрильи. Его ведомыми были Георгий Тупиков и итальянец-интернационалист Примо Джибелли.
Когда прибыли советские СБ, приступил к формированию эскадрильи. По оценке командования, его эскадрилья стала лучшей бомбардировочной частью ВВС республики.
Одним из крупных успехов эскадрильи, которая базировалась в Сан-Клементе, был разгром железнодорожной станции в Талавере, крупном логистическом центре франкистов.
За умелое командование авиационным подразделением, героизм и мужество, проявленные в боях, 27 июня 1937 года капитану В. С. Хользунову было присвоено звание Героя Советского Союза с вручением ордена Ленина.
Кроме того, за боевые заслуги он был награждён орденом Красного Знамени (1937) и ему было присвоено звание комбрига.

### После Испании

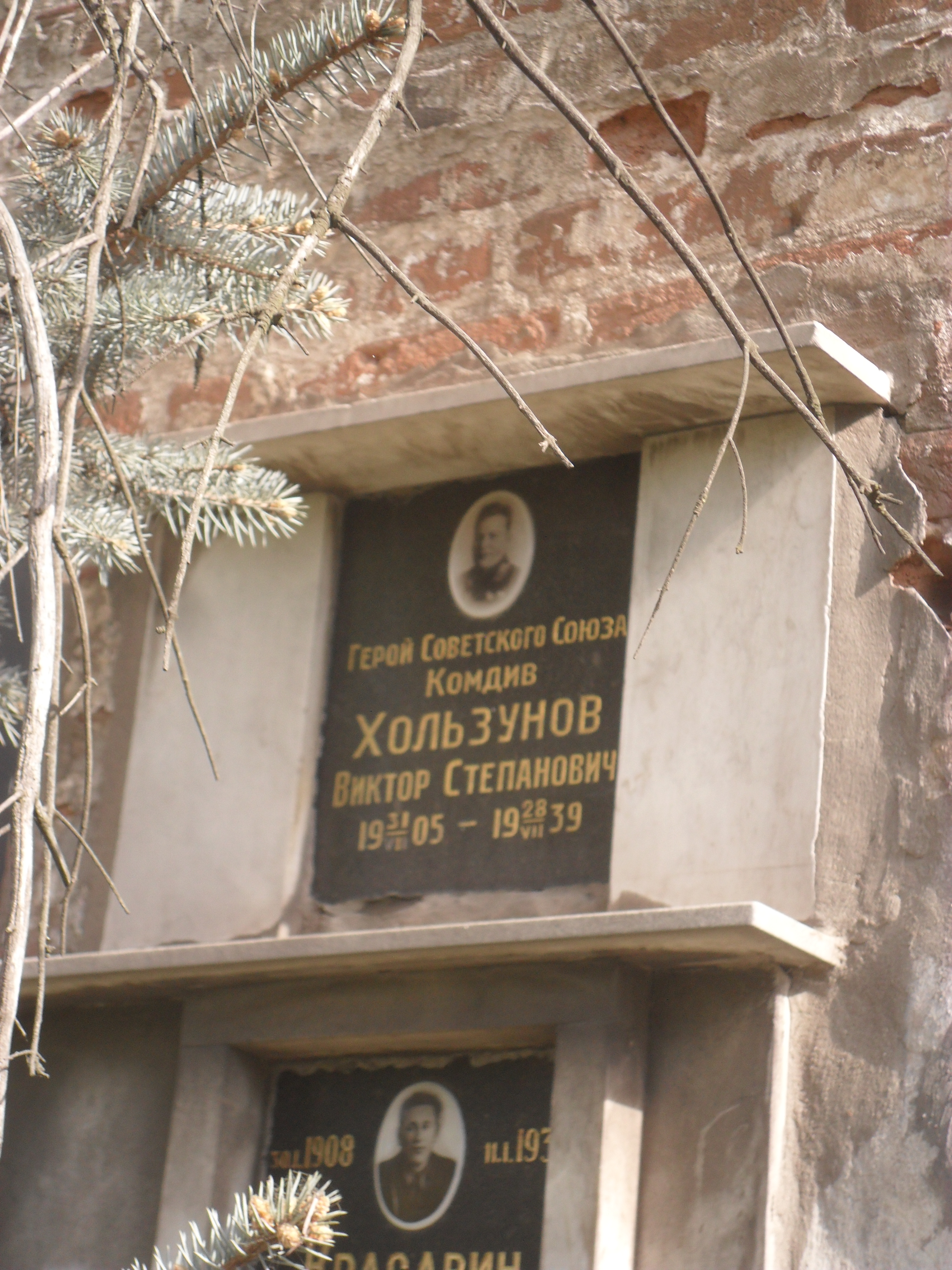
Плита колумбария Хользунова на Новодевичьем кладбище Москвы.

4 июля 1937 года ему было присвоено внеочередное воинское звание комбрига.
С мая 1937 года командовал бомбардировочной авиабригадой, а с ноября 1937 года – 1-й армией особого назначения – одной из трёх авиационных армий Резерва Главнокомандования советских ВВС в 1930-е годы.
7 октября 1938 года утверждён членом Военного совета при народном комиссаре обороны СССР.
28 июля 1939 года при проведении испытательного полёта пилотируемый им самолёт «ДБ-3» взорвался в воздухе (члены экипажа — штурман С. А. Черкасов, военинжинер 3-го ранга А. Г. Титов и младший командир И. К. Курнышёв). Экипаж «погиб при исполнении своих служебных обязанностей на полигоне под Москвой при испытании новых бомб». Похоронен вместе с экипажем в Москве на Новодевичьем кладбище.

## Политическая деятельность
- Член ВКП(б) с 1927 года.
- Депутат Верховного Совета СССР 1-го созыва.

## Награды
- Звание Героя Советского Союза (27 июня 1937). Медаль «Золотая Звезда» не вручалась;
- орден Ленина;
- орден Красного Знамени (1937);
- юбилейная медаль «XX лет Рабоче-Крестьянской Красной Армии» (1938)

## Память
- Памятник Хользунову в Волгограде.

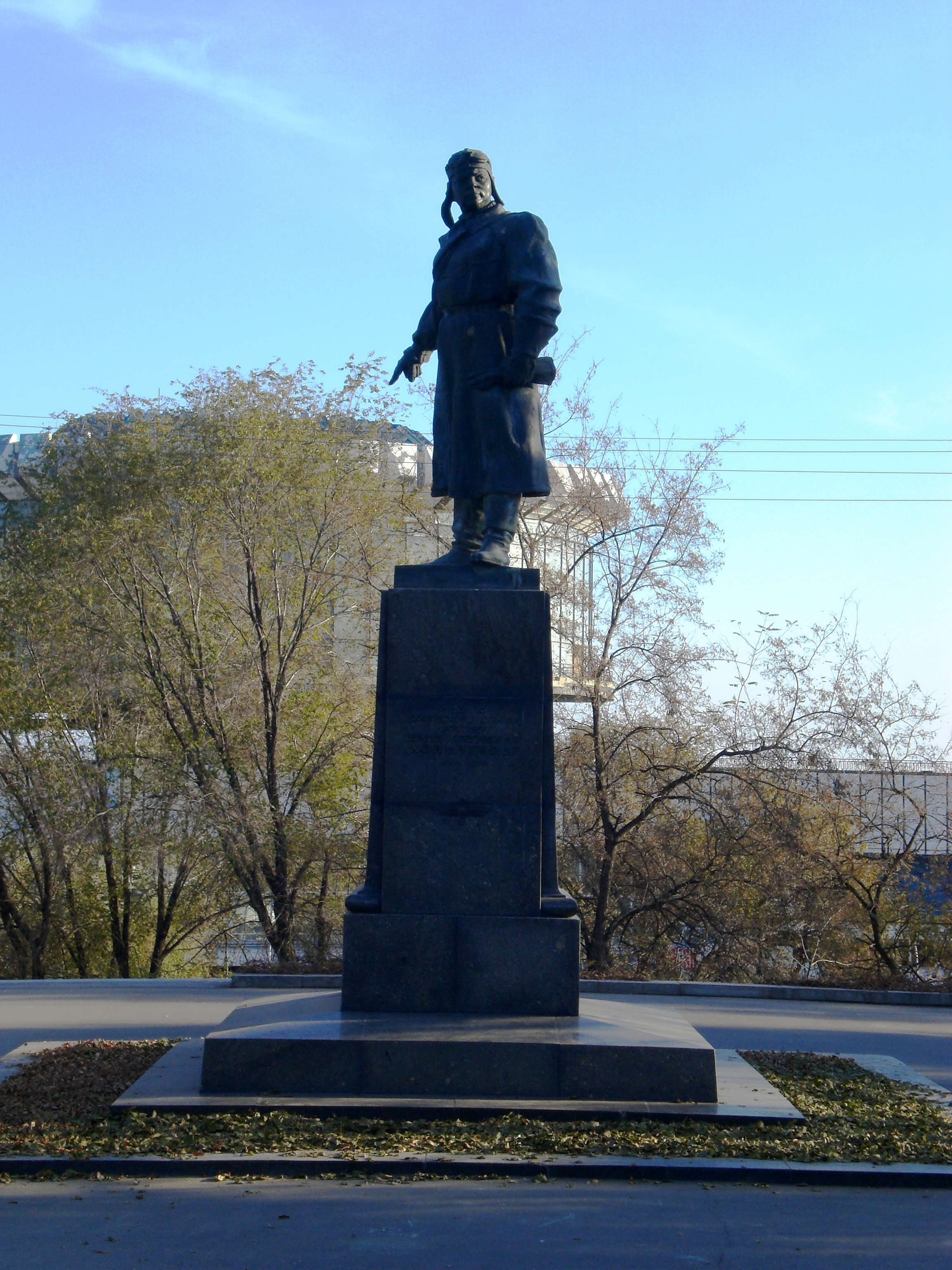
Памятник Хользунову на набережной в Волгограде

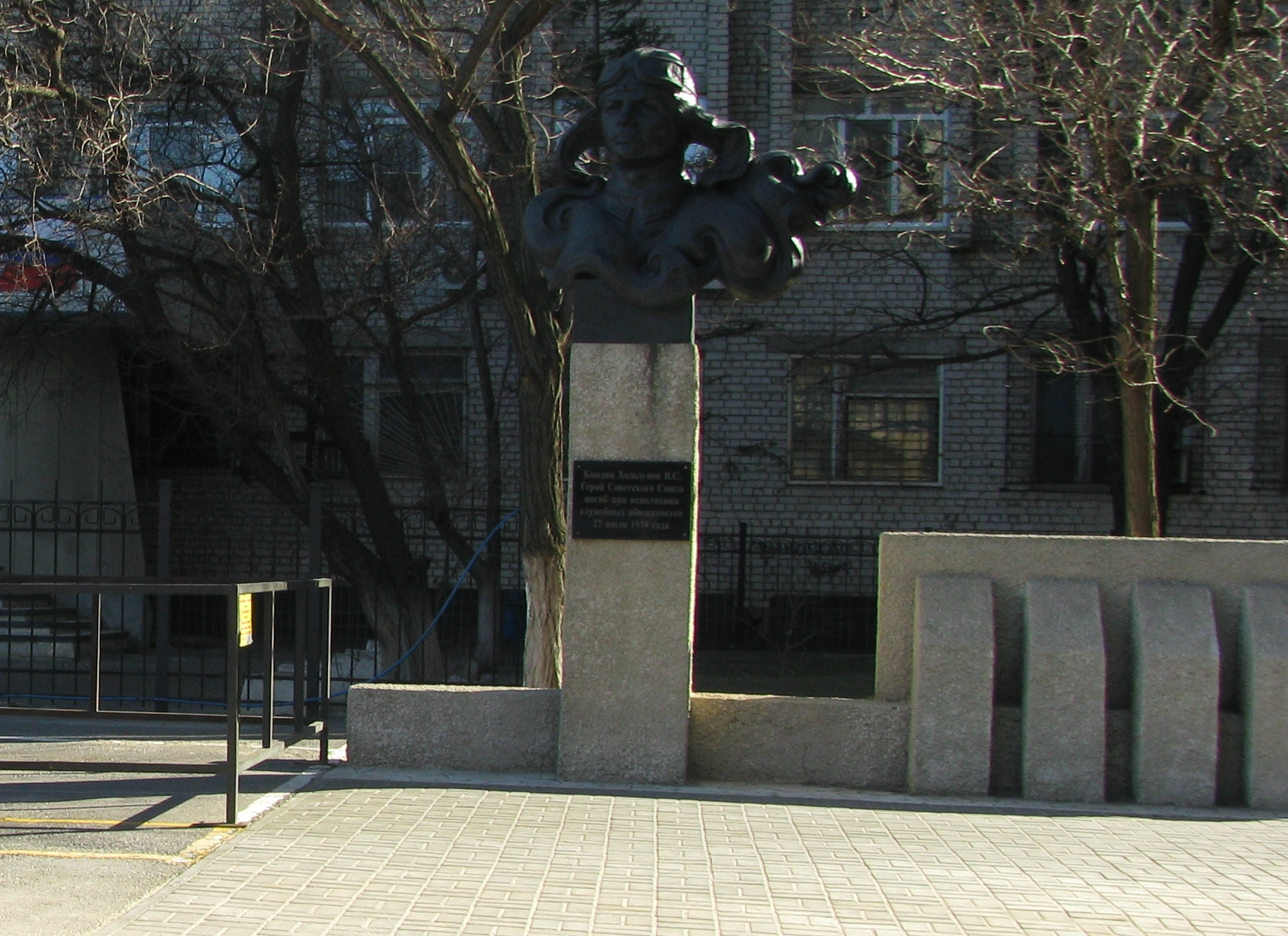
Бюст Хользунова в Волгограде

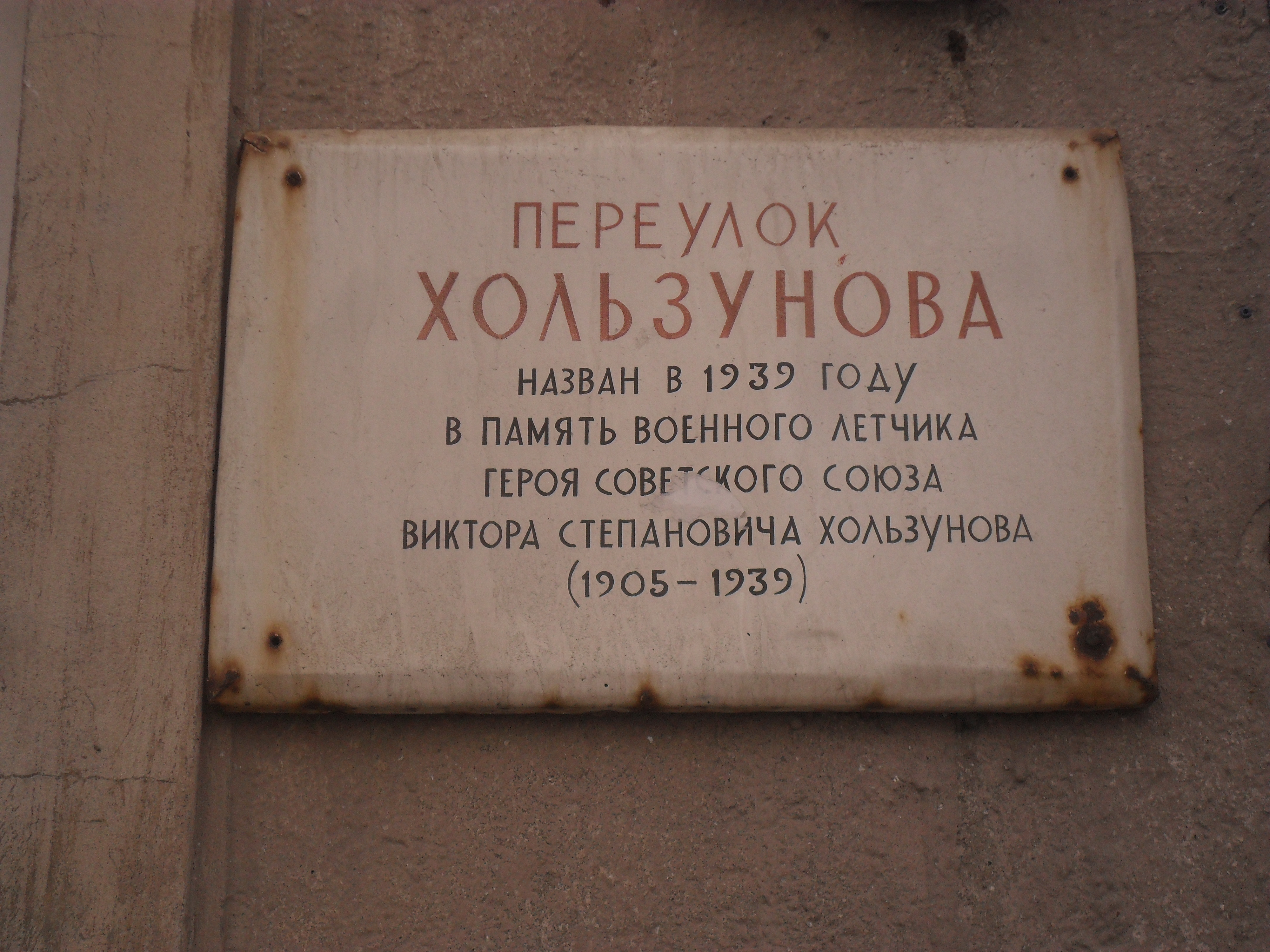
Аннотационная доска в переулке Хользунова в Москве

- Бюст у здания морская школа ДОСААФ в Волгограде.
- Улица в Ярославле.
- Переулок в Москве.
- Улица в Воронеже.
- Улица в Волгограде.
- Улица в Екатеринбурге.
- Улица в Волжском.
- Пассажирский теплоход проекта 305, курсировавший по Волге.
- Улица в Березниках.
- МОУ СОШ № 78 имени В. Хользунова, на улице Хользунова, 33.
- В 1939—1944 годах Кудрявский спуск в Киеве носил название спуск Хользунова.